# Новокилимово
Новокилимово (баш. Яңы Килем) — деревня в Буздякском районе Башкортостана, относится к Гафурийскому сельсовету.

## История
В «Списке населенных мест по сведениям 1870 года», изданном в 1877 году, населённый пункт упомянут как деревня Новая Килимова (Андагулова) 3-го стана Белебеевского уезда Уфимской губернии. Располагалась при речке Чермасане, по правую сторону просёлочной дороги из Белебея в Бирск, в 85 верстах от уездного города Белебея и в 40 верстах от становой квартиры в селе Шаран (Архангельский Завод). В деревне, в 35 дворах жили 163 человека (82 мужчины и 81 женщина, татары). 

## Население
| 2002 | 2009 | 2010 |
| ---- | ---- | ---- |
| 77   | ↗82  | ↗88  |

Согласно переписи 2002 года, преобладающая национальность — татары (71 %).

## Географическое положение
Расстояние до:
- районного центра (Буздяк): 13 км,
- центра сельсовета (Гафури): 6 км,
- ближайшей ж/д станции (Буздяк): 11 км.